# لیلیان اگلوف
لیلیان اگلوف (انگلیسی: Lilian Egloff؛ زادهٔ ۲۰ اوت ۲۰۰۲) بازیکن فوتبال اهل آلمان است که در پست هافبک بازی می‌کند.
از باشگاه‌هایی که در آن بازی کرده‌است می‌توان به باشگاه فوتبال اشتوتگارت اشاره کرد.
وی همچنین در تیم ملی فوتبال جوانان آلمان بازی کرده‌است.